# Viện Nghiên cứu Hạt nhân Đà Lạt

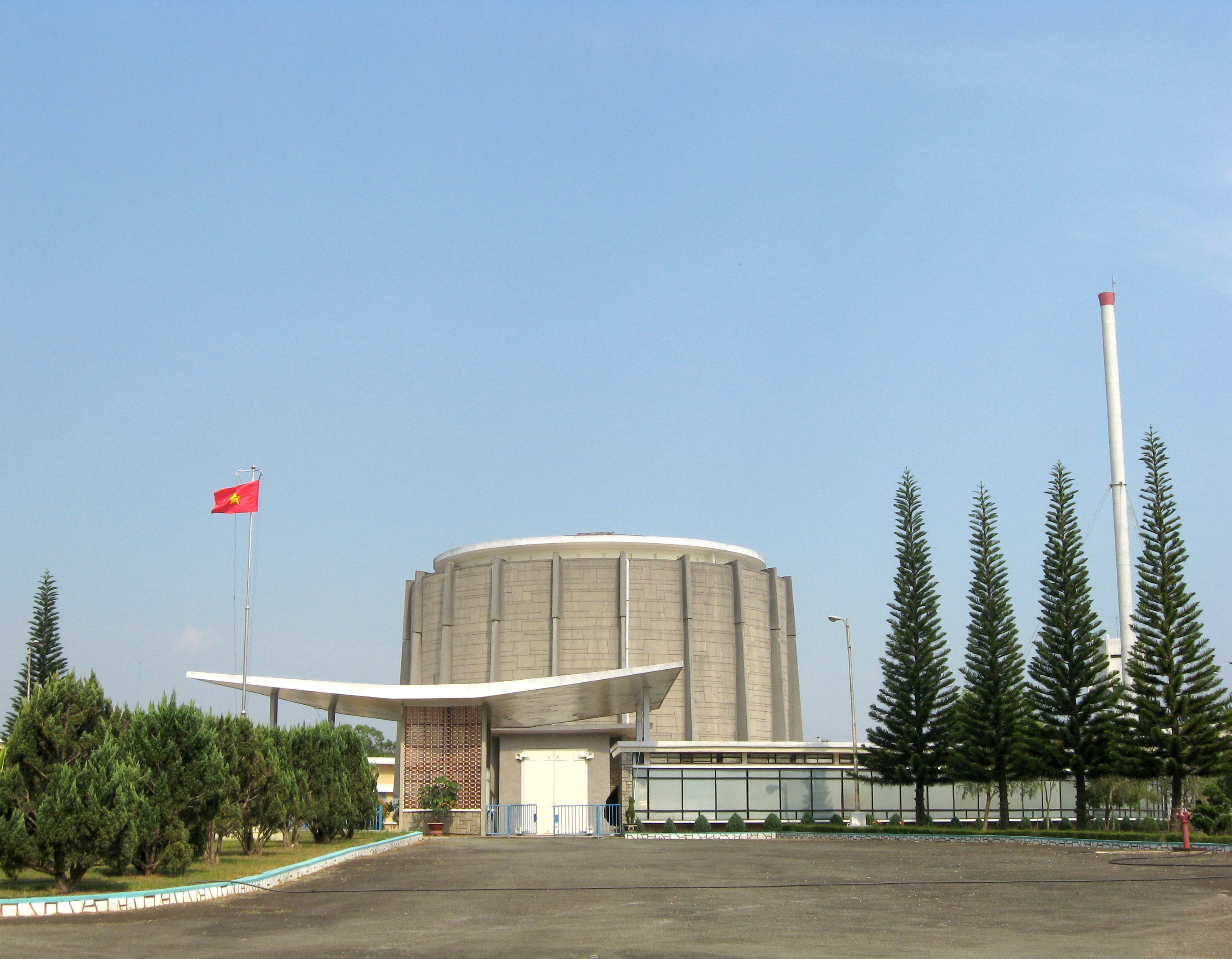
Viện Nghiên cứu Hạt nhân Đà Lạt

Viện Nghiên cứu Hạt nhân Đà Lạt là một cơ quan nghiên cứu thuộc Viện Năng lượng nguyên tử Việt Nam, nằm tại số 1 đường Nguyên Tử Lực, thành phố Đà Lạt, bắt đầu vận hành từ năm 1963. Sau năm 1975, với sự giúp đỡ của Liên Xô và Cơ quan Năng lượng Nguyên tử Quốc tế (IAEA), lò phản ứng IVV-9 của Viện bắt đầu vận hành trở lại vào ngày 20 tháng 3 năm 1984.
Hiện nay, lò phản ứng hạt nhân Đà Lạt là nơi duy nhất tại Việt Nam nghiên cứu và tạo ra các sản phẩm từ phóng xạ.

## Lịch sử

### Trước năm 1975
Năm 1958, Việt Nam Cộng hòa đã thành lập Nguyên tử lực cuộc và đến năm 1961 một cơ sở nghiên cứu khoa học và kỹ thuật hạt nhân được thành lập mang tên Trung tâm Nghiên cứu Nguyên tử Đà Lạt. Trung tâm được xây dựng tại một khu vực có diện tích 21 hecta bên đường Nguyên Tử Lực, phía đông bắc trung tâm Đà Lạt. Công trình được khởi công xây dựng từ tháng 4 năm 1961 và được hoàn thành vào tháng 12 năm 1962. Đây là một công trình do chính phủ Hoa Kỳ tài trợ. Kiến trúc sư Ngô Viết Thụ cùng các kiến trúc sư phụ tá Nguyễn Mỹ Lộc, Phạm Quỳnh Lân và Vũ Tòng chịu trách nhiệm thiết kế công trình.
Lò phản ứng hạt nhân Đà Lạt là loại lò phản ứng nghiên cứu TRIGA - MARK II do hãng General Atomic thuộc công ty General Dynamics của Hoa Kỳ chế tạo, có công suất danh định là 250 kW. Lò sử dụng nhiên liệu Uranium đã làm giàu ở mức khoảng 20% được kích hoạt bằng nguồn neutron chậm để tạo phản ứng phân hạch dây chuyền và chất phóng xạ.
Sau một thời gian lắp đặt và thử nghiệm, lò hạt nhân DLR - I (Dalat Reactor - I) là lò hạt nhân đầu tiên ở Đông Nam Á đã đạt trạng thái "tới hạn" vào lúc 12 giờ 40 phút ngày ngày 26 tháng 2 năm 1963 và chính thức đi vào hoạt động theo công suất danh định từ ngày 3 tháng 3 năm 1963. Mục tiêu chính của lò khi đó là nghiên cứu, huấn luyện và sản xuất đồng vị phóng xạ.
Lò phản ứng hạt nhân Đà Lạt là lò hạt nhân đầu tiên của khu vực Đông Nam Á nhưng ở thời điểm đó, không ai biết đến thông tin này. Thuộc một phần của chương trình Nguyên tử vì mục đích hòa bình, nó lại là một hoạt động hỗ trợ bí mật của Mỹ cho chính quyền Sài Gòn trong thời kỳ Chiến tranh Lạnh. Do đó khi tình hình chiến tranh cho thấy nguy cơ thua trận, người Mỹ đã cho dừng vận hành lò phản ứng vào năm 1968 nhưng các thanh nhiên liệu cháy dở vẫn còn lại trong lõi lò phản ứng.  Vào ngày 24 tháng 3 năm 1975, ngoại trưởng Mỹ Henry Kissingger đã gửi một bức điện tín mật tới đại sứ quán Mỹ ở Sài Gòn, ra lệnh lấy nhiên liệu ra khỏi lò phản ứng. Việc này được thực hiện vào sáng 31 tháng 3 năm 1975 trước khi Đà Lạt bị chiếm giữ.
Các bộ phận nghiên cứu khoa học của Trung tâm Nghiên cứu Nguyên tử Đà Lạt từ khi được thành lập đến trước ngày Việt Nam Cộng hòa sụp đổ (ngày 30 tháng 4 năm 1975) gồm có: Phòng Vật lý lò, Phòng Kiểm soát Phóng xạ, Phòng Điện tử, Phòng Vật lý hạt nhân, Phòng Hoá học Phóng xạ, Phòng Sinh học Phóng xạ và một thư viện với hơn 3.000 đầu sách, hàng trăm tạp chí khoa học và hơn 30.000 báo cáo khoa học để phục vụ cho công tác nghiên cứu hoặc tham khảo.

### Sau năm 1975

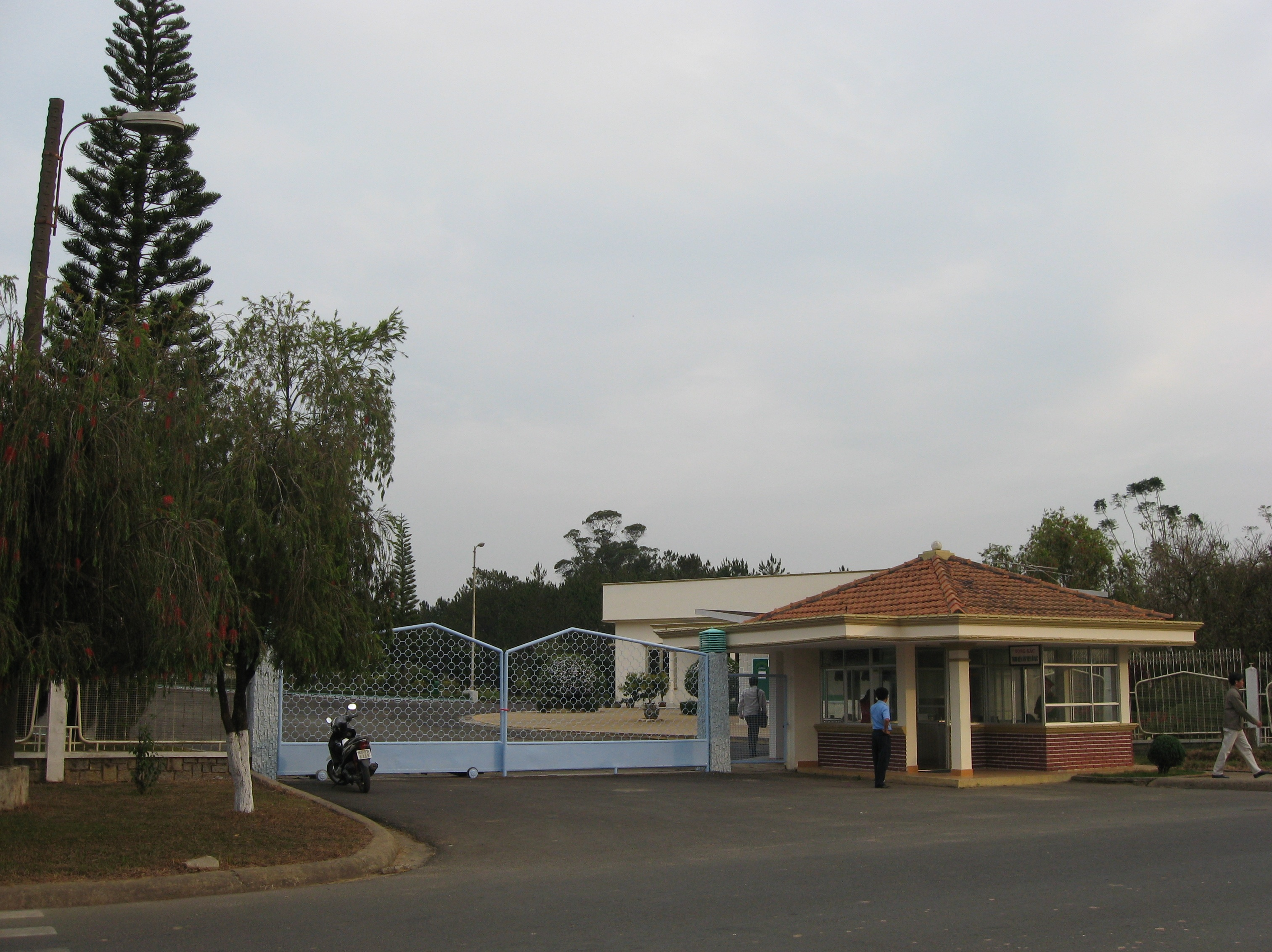
Cổng vào viện

Sau ngày Việt Nam Cộng Hòa sụp đổ, Viện Nghiên cứu Hạt nhân Đà Lạt được thành lập trên cơ sở tiếp quản Trung tâm Nghiên cứu Nguyên tử và được sử dụng thêm toàn bộ cơ sở vật chất tại số 13 đường Đinh Tiên Hoàng, thành phố Đà Lạt.
Theo thỏa thuận hợp tác giữa hai nước Liên Xô và Việt Nam vào năm 1979, thiết kế kỹ thuật khôi phục và mở rộng lò phản ứng hạt nhân Đà Lạt được các chuyên gia Liên Xô thực hiện và được phê duyệt. Công trình khôi phục và nâng công suất lò phản ứng được tiến hành trong hai năm 1982 - 1983, và đến ngày ngày 20 tháng 3 năm 1984 lò phản ứng hạt nhân Đà Lạt chính thức đưa vào hoạt động với công suất danh định 500 kW.

## Hoạt động
Từ năm 2007, Việt Nam đã tham gia Chương trình chuyển đổi nhiên liệu của lò Đà Lạt từ loại nhiên liệu có độ giàu cao (HEU) có độ giàu 36% xuống loại nhiên liệu có độ giàu thấp (LEU) có độ giàu 19,75%, theo thỏa thuận với Nga và Hoa Kỳ và Cơ quan Năng lượng Quốc tế. Theo đó, từ năm 2007 đến tháng 5 năm 2013, lò Đà Lạt đã từng bước giao trả và vận chuyển về Nga các thanh nhiên liệu có độ giàu cao.
Nhà nước Việt Nam đã có dự kiến chấm dứt hoạt động sản xuất chất phóng xạ tại nơi đây trong 10 năm tới, và sẽ xây một lò hạt nhân mới với công suất lớn hơn.